# Flotsam and Jetsam
I Flotsam and Jetsam sono un gruppo musicale thrash metal di Phoenix, Arizona, fondato nel 1981.

## Storia
I Flotsam and Jetsam furono fondati da Jason Newsted nel 1981 con il nome Paradox. Nel 1982 cambiarono il nome in Dredlox. Nel 1983 usano il nome di Dogz. Nel 1984 assumono definitivamente il nome Flotsam and Jetsam. Essi debuttarono in piccoli locali e nel 1985 composero due demo coi titoli Iron Tears e Metal Shock. Entrati sotto contratto della Metal Blade Records, essi pubblicarono il loro primo album, Doomsday for the Deceiver, nel 1986, che ottenne un discreto successo. Il 28 ottobre dello stesso anno il bassista Jason Newsted lasciò il gruppo per entrare a far parte dei Metallica; al suo posto fu ingaggiato Mike Spencer.
Nel 1987 essi firmarono un contratto con la Elektra Records. Mike Spencer lasciò la band rimpiazzato da Troy Gregory nel 1988 e lo stesso anno fu pubblicato il disco No Place for Disgrace. Quindici mesi dopo uscì il nuovo disco When the Storm Comes down. Gregory lasciò la band sostituito da Jason Ward e il seguente disco, Cuatro, vide la nascita di un nuovo sound del gruppo, un misto tra thrash metal e grunge. Il quinto album, Drift, fu pubblicato nel 1995, anticipato da tre singoli. Nel 1997 la band firmò con la Metal Blade Records e pubblicò lo stesso anno il disco High. Dopo tale uscita Mike Gilbert e Kelly Smith lasciarono il gruppo, rimpiazzati da Mark T. Simpson e Craig Nielsen. Nel 1999 fu pubblicato Unnatural Selection, dopo il quale Mark T. Simpson lasciò il gruppo. Nel 2001 uscì il disco My God, considerato il loro lavoro più espressivo e aggressivo. Erik A.K. lasciò la band per entrare a far parte dei A.K. Corral. La band si prese una pausa fino al 2004 quando uscì Dreams of Death, pubblicato con la Crash Music.

## Formazione
Attuale

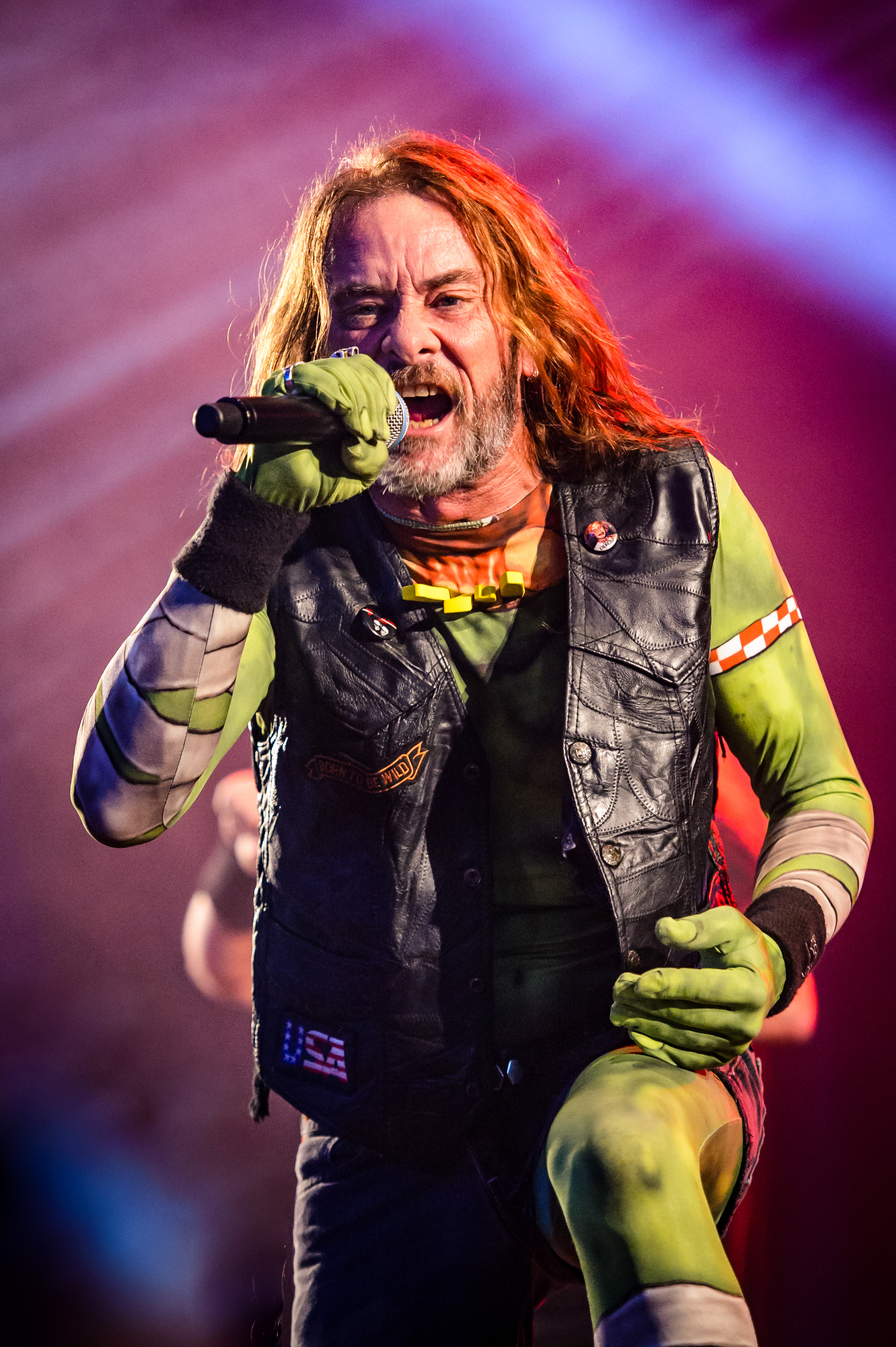
Eric Knutson al Wacken Open Air 2017

- Eric A. "A.K." Knutson – voce (1983-presente)
- Steve Conley – chitarra (2013-presente)
- Michael Gilbert – chitarra (1985-1997, 2010-presente)
- Michael Spencer – basso (1987, 2013-presente)
- Kelly David-Smith – batteria (1981-1997, 2011-presente)

Ex-componenti
- Kevin Horton – chitarra (1981-1983)
- Mark Vazquez – chitarra (1981-1984)
- Jason Newsted – basso (1981-1986)
- Phil Rind – basso (1986)
- Michael Spencer – basso (1987)
- Troy Gregory – basso (1987-1991)
- Craig Nielsen – batteria (1997-2011)
- Mark Simpson – chitarra (1997-2010)
- Jason B. Ward – basso (1992-2013)
- Edward Carlson – chitarra (2010-2013)

## Discografia

### Album in studio
- 1986 – Doomsday for the Deceiver
- 1988 – No Place for Disgrace
- 1990 – When the Storm Comes Down
- 1992 – Cuatro
- 1995 – Drift
- 1997 – High
- 1999 – Unnatural Selection
- 2001 – My God
- 2005 – Dreams of Death
- 2010 – The Cold
- 2012 – Ugly Noise
- 2016 – Flotsam and Jetsam
- 2019 – The End of Chaos
- 2021 – Blood in the Water
- 2024 – I Am the Weapon

### Singoli/EP
- 1987 – Flotzilla
- 1988 – Saturday Night's Alright for Fighting
- 1990 – Suffer the Masses
- 1990 – The Master Sleeps
- 1992 – Never to Reveal
- 1992 – Swatting at Flies
- 1992 – Wading Through the Darkness
- 1992 – Cradle Me Now
- 1995 – Smoked Out
- 1995 – Blindside
- 1995 – Destructive Signs

## Videografia

### Album video
- 2004 – Live in Phoenix
- 2006 – Live in Japan
- 2008 – Once in a Deathtime